# Plasticulture

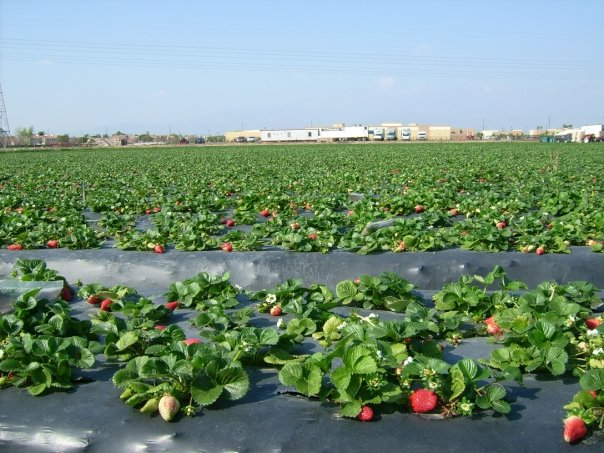
Culture de fraisiers sur paillis plastique.

La plasticulture est l'ensemble des techniques agricoles qui font appel à des matières plastiques. Le terme s'applique plus particulièrement aux techniques de couverture du sol ou des plantes à l'aide de films en polyéthylène (PE), qu'il s'agisse de paillis plastique, de couvertures flottantes, de tunnels de forçage ou de serres en matière plastique (serres-tunnels).
La plasticulture comprend bien d'autres techniques aussi variées que les films employés pour la fumigation des sols, les films étirables pour le banderolage des balles de pailles et fourrages, les tuyaux pour l'irrigation en goutte-à-goutte, les pots et bacs utilisés en pépinières, et les bâches et sacs pour ensilage.